# Układ (slogan polityczny)

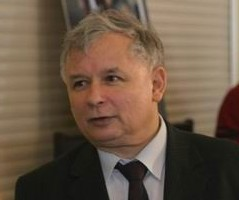
Jarosław Kaczyński w 2006 roku

Układ – określenie stosowane w polskiej polityce w pierwszej dekadzie XXI wieku.
Według wypowiedzi głównych przedstawicieli PiS-u, m.in. jej lidera i byłego premiera Polski Jarosława Kaczyńskiego, istnieje nieformalny układ związków definiowany jako „czworokąt” składający się z części służb specjalnych, części środowisk przestępczych, części polityków (liberalnych i postkomunistycznych) oraz części środowisk biznesowych oraz patologia, która zdaniem Jarosława Kaczyńskiego powstała po przemianach ustrojowych w Polsce w 1989 i ogarnęła życie społeczne, gospodarcze i publiczne. Według polemistów określenie „układ" związane jest z teorią spiskową. Slogan „układ” używany jest przez przedstawicieli PiS w sposób ogólnikowy, przez przeciwników politycznych PiS − w sposób ironiczny. Termin ten nigdy nie był używany jako odniesienie do konkretnej grupy osób, lecz samego zjawiska generowania wspomnianych powiązań, niekoniecznie na skalę ogólnopolską.
Wyraz ten został użyty po raz pierwszy w tym kontekście w książce Jarosława Kaczyńskiego pt. Czas na zmiany, wydanej w 1993. Powszechna rozpoznawalność tego określenia rozpoczęła się po użyciu go 10 listopada 2005 na 2.posiedzeniu Sejmu V kadencji, przez Jarosława Kaczyńskiego, w trakcie debaty nad wotum zaufania dla rządu Kazimierza Marcinkiewicza.

## Walka z układem
W Polsce demokracja z całą pewnością nie jest zagrożona. Nie jest zagrożona także praworządność. Jest zagrożony układ. I my z tym układem będziemy walczyć.

Hasło walki z układem stanowi, wedle PiS-u, próbę oczyszczenia aparatu politycznego z wszechobecnej korupcji i powstrzymanie działań na różnorakie sposoby szkodzących Polsce, wedle przeciwników i krytyków, blisko przypomina komunistyczne twierdzenie kto nie jest z nami, ten jest przeciwko nam i jest bardziej sposobem na zdobycie przychylności społeczeństwa niż na poprawę sytuacji politycznej i gospodarczej w Polsce.
O układzie i walce z układem premier Kaczyński wspomniał również w swoim exposé, mówiąc m.in. o walce z patologią przestępczą, w centrum której jest korupcja, oraz walce z budowaniem układów mafijnych wokół aparatu państwowego. Zdaniem Jarosława Jakimczyka, dziennikarza specjalizującego się tematyką służb specjalnych, opisywany przez premiera układ „nie posiada twarzy”. Oprócz prezesa PiS-u, hasło walki z układem lub rozbijania układu pojawia się jeszcze – spośród czołowych polityków partii – w wypowiedziach Ludwika Dorna (w sprawie zatrzymań w MSWiA), Zbigniewa Ziobry (w Ministerstwie Finansów) i Przemysława Gosiewskiego (w Polskim Związku Piłki Nożnej). Niekiedy układ oskarża się także o zawłaszczenie całej polskiej gospodarki (Nie ma mowy o żadnej polityce gospodarczej w ciągu tych 17 lat, tej polityki nie było), mediów (W Polsce tak naprawdę wolnych mediów już nie ma) oraz związek z zabójstwem generała Papały. Były premier Jarosław Kaczyński wini także „układ” za dymisję jego brata z funkcji ministra sprawiedliwości.
W styczniu 2009 roku PiS ujawnił swój nowy program polityczny, w którym na podstawie wczesnych medialnych doniesień nie miało być już mowy o „walce z układem”. Według TVP.Info, stratedzy z PiS-u liczyli, iż taka zmiana odświeży wizerunek ugrupowania. Tym doniesieniom zaprzeczył jednak sekretarz generalny PiS Jarosław Zieliński, twierdząc iż partia nadal zamierza „walczyć z układem”.

### Działanie „układu”
Będący wówczas Prezydentem Warszawy Lech Kaczyński pytany o układ w wywiadzie dla Doroty Gawryluk, na pytanie „Ale jakie to są twarze, jakie nazwiska? Często ludzie, do których Pan mówi, nie rozumieją o jakich układach pan mówi.” odpowiada:

To jest pewien układ interesów, który się wyłonił z dawnego ustroju komunistycznego, dokooptował do siebie niektórych ludzi z obozu Solidarności. Bardzo to przykre, ale tak było. To jest pewien układ interesów przede wszystkim gospodarczych, który ma zasadniczy wpływ na to co się w Polsce dzieje, także w sensie politycznym. Te interesy gospodarcze są interesami często niezgodnymi z ogólnymi interesami rozwoju naszego kraju. Układ ogranicza możliwości naszego rozwoju, bo to jest układ interesu, który ma charakter niekonkurencyjny. Istotą gospodarki wolnorynkowej jest konkurencja. W ramach tego układu nie jest istotne, kto jest lepszy na rynku w sensie konkurencji, tylko kto ma dostęp do władzy, do systemu bankowego.

Natomiast prezes PZU Jaromir Netzel oświadczył, iż artykuły w „Rzeczpospolitej” autorstwa Bertolda Kittella na jego temat są na zlecenie określonych mocodawców, a ich autor „(...)reprezentuje określony układ. Są osoby i firmy zainteresowane, by mnie zniszczyć.”. Stwierdził również, iż dziennikarz „ma stopień majora”, nie podał jednak jakich służb. Dziennikarz „Rzeczpospolitej” Bertold Kittel oraz redaktor naczelny Grzegorz Gauden złożyli pozew przeciwko Netzlowi, żądając przeprosin w mediach oraz 50 000 zł na Stowarzyszenie Kobiet Bieszczadzkich „Nasza Szansa” w Lesku. Podobna sytuacja wystąpiła w przypadku Zbigniewa Wassermanna, posła PiS, który w 2006 roku w swoim oświadczeniu do mediów stwierdził, iż „swoista gra «Gazety Wyborczej» jest elementem zaciętej wojny, którą toczy ona w celu ochrony układu ludzi władzy, biznesu, mafii i służb specjalnych”. W lipcu 2008 roku Sąd Apelacyjny w Warszawie orzekł, iż poseł musi przeprosić Agorę oraz Gazetę Wyborczą za te słowa.
27 stycznia 2007 roku podczas posiedzenia Rady Politycznej PiS premier podkreślił, iż nadal ważna dla niego jest walka z układem, a największy nacisk położył na układy działające na szczeblu wojewódzkim i niższych. Stwierdził, iż „funkcjonują tam stare sieci powiązań, które wpływają na różne istotne elementy życia społecznego”. Oświadczył również, że „Wolą Rady Politycznej jest to, by z tymi układami podjąć walkę”.
"Układ” według niektórych działał także w resorcie transportu. 7 marca premier Jarosław Kaczyński, w odpowiedzi na wniosek Platformy Obywatelskiej o odwołanie ministra Jerzego Polaczka stwierdził, iż dopiero za jego kadencji resort transportu zaczął działać w interesie publicznym; wystąpienie Tadeusza Jarmuziewicza, przedstawiciela wnioskodawców, uznał za eksponowanie motywu „obrony tzw. partnerstwa prywatno-publicznego”, wytłumaczonego przez premiera jako „tego mechanizmu, który tak dobrze pokazuje istotę społecznego układu III RP”.
"Układ” wini się także za zorganizowanie nagrania rozmowy Renaty Beger z posłem PiS Adamem Lipińskim (afera taśmowa), określanym przez przedstawicieli partii jako polityczną prowokację i próbę przywrócenia układu do władzy, a zaistniałą sytuację za nic poważnego. Cytat z orędzia premiera Jarosława Kaczyńskiego:

(...) Ale te zmiany mogą niepokoić tych, którzy wedle słów wybitnego analityka polskiej sceny politycznej, tworzą „szarą sieć” nieformalnych i formalnych środowisk, które dotąd, poza jakimkolwiek porządkiem prawnym, a tym bardziej konstytucyjnym, decydowały o polskich sprawach. Ci ludzie, te środowiska, stracą. Ten sam analityk naszej sceny politycznej stwierdził, że jeszcze tej jesieni będą kontratakować. I mamy dzisiaj taki kontratak. (...)

Posłanka Beger nagrała za pomocą kamery wideo kilka swoich rozmów z posłami PiS, w których to dyskutowano na temat wyjścia posłanki z klubu i dołączenie do PiS w zamian za m.in. stanowisko w rządzie.
Antoni Macierewicz stwierdził, iż były prezydent Lech Wałęsa jest również związany z „układem”. Jarosław Kaczyński uważa, iż oskarżenia wobec niego i Zbigniewa Ziobry, związane z udostępnieniem akt mafii paliwowej, są również działaniem „układu”.

### „Układ” podczas kampanii wyborczej 2007
O „układzie” PiS wspominał podczas kampanii wyborczej w 2007 roku, głównie twierdząc, iż jego przeciwnicy polityczni chcą chronić „układ”. 13 września 2007 roku PiS przedstawiło spot reklamowy „Układy”. Utrzymany jest w konwencji kina gangsterskiego i ukazuje bogatego biznesmena korumpującego polityków. Pomysłodawcą spotu i współautorem scenariusza jest sekretarz stanu w Kancelarii Prezydenta Michał Kamiński. Dziennikarka i prowadząca program Kropka nad i Monika Olejnik przygotowała alternatywną wersję spotu, prezentującą układ po stronie PiS-u. W programie Szkło kontaktowe pojawiła się inna alternatywna wersja spotu, nawiązująca do filmu Dawno temu w Ameryce.
22 września w ramach kampanii wyborczej premier Kaczyński, porównując prawdopodobną wygraną przeciwnej mu partii – Platformy Obywatelskiej do wprowadzenia stanu wojennego 13 grudnia 1981 roku stwierdził, iż opozycja boi się wygranej jego partii, gdyż przemiany wprowadzane przez PiS „zmiotłyby komunistyczny układ”. Było to kolejne stwierdzenie określające układ jako komunistyczny. Również w ramach kampanii wyborczej, premier stwierdził, iż „PO, LiD i PSL budują nowy sojusz mający chronić układ” a „Partia Pawlaka i Kalinowskiego jest partią układu i III RP”. Powiedział również, iż to przez układ duża liczba Polaków wyjechała za granicę. 18 października premier stwierdził, iż walka z korupcją jest niemożliwa bez CBA i Zbigniewa Ziobry, i że do tej walki są oni niezbędni.

### „Komputerowy model układu”
28 sierpnia 2007 Jarosław Kaczyński w przeprowadzonym z nim wywiadzie dla Gazety Pomorskiej oświadczył, iż są prowadzone badania o charakterze naukowym, przy użyciu modelu komputerowego układu, aby przedstawić zależności pomiędzy ośrodkami sił społecznych w Polsce. Powiedział również, iż charakterystyczną cechą tegoż układu jest, iż „ma on bardzo mocne powiązania ze światem przestępczym i silną ochronę polityczną”.
Prof. Andrzej Zybertowicz twierdzi, iż program używany do tworzenia modelu to Analyst's Notebook, wyprodukowany przez amerykańską firmę I2. Program ten używany jest przez policję i służby specjalne na całym świecie; analizując wykazy rozmów, spotkań i powiązań pomiędzy firmami jest w stanie wytworzyć wykres przedstawiający zależności pomiędzy danymi jednostkami.
14 sierpnia 2007 roku podczas zjazdu socjologów na Uniwersytecie Zielonogórskim Zybertowicz przedstawił próbkę komputerowego modelu układu na przykładzie biznesu Zygmunta Solorza, właściciela m.in. Polsatu. Profesor zastrzegł, iż wykres przedstawiony na zjeździe został wygenerowany przy pomocy innego, darmowego odpowiednika programu.

## Kontrowersje

### „Układ” PiS-u
Krytycy wytykają jednocześnie tworzenie nowego układu w miejsce starego, przypominając m.in. nominacje z nadania politycznego na stanowiska w administracji w samorządowej i spółkach kontrolowanych przez państwo, ludzi bez odpowiednich kompetencji i oskarżanych o niejasne interesy (np. prezes PZU), zwolnienia w tej ostatniej firmie przy okazji nieudanego zbierania materiałów na rzekome naruszenia ordynacji wyborczej przez PO (podejrzenia Jacka Kurskiego), zmianę ordynacji wyborczej na korzystniejszą, sprawę mianowania łódzkiego kuratora oświaty.
W marcu 2007 roku, podczas zjazdu PiS w okręgu gdańskim, Jacek Kurski mówił o chęci zdominowania stanowisk pracowniczych i urzędowych na Pomorzu przez członków jego własnej partii:

Możemy udowodnić, że Pomorze potrafi być pisowskie. To jest początek, a jeśli spotkamy się tu za trzy lata, to zobaczycie – PiS na Pomorzu będzie wielki. Będę konsekwentny w odzyskiwaniu dla ludzi PiS urzędu po urzędzie, przedsiębiorstwa po przedsiębiorstwie, agendy po agendzie – tych miejsc, których obsada zależy od państwa. PiS musi tam rządzić.

Na tym samym zjeździe, Andrzej Cenacewicz, przewodniczący NSZZ „Solidarność” w Grupie Lotos, oskarżył władze swojej firmy o udział w „układzie”. Wypowiedź Kurskiego została przywołana przez politologów w kontekście krytyki wypowiedzi premiera Jarosława Kaczyńskiego, który oświadczył, że Donaldowi Tuskowi chodzi o to, „by jego kumple mieli więcej pieniędzy”.
Aleksander Grad uważa, iż w spółkach skarbu państwa istnieje „oligarchiczny układ PiS-u”, natomiast Bronisław Komorowski twierdzi, iż układ PiS istnieje również w mediach publicznych. Z kolei Marek Jurek wyraził pogląd, iż najsilniejszym „układem” jest „układ pragmatyczny PO i PiS”, a Roman Giertych, iż istniał układ Kaczyński – Kwaśniewski, dzięki któremu wybrano na prezydenta gen. Jaruzelskiego.
Zwolennicy „walki z układem” zaliczają do sukcesów m.in. rozbicie siatek przestępczych w Ministerstwie Finansów.

### Sprawa Janusza Kaczmarka

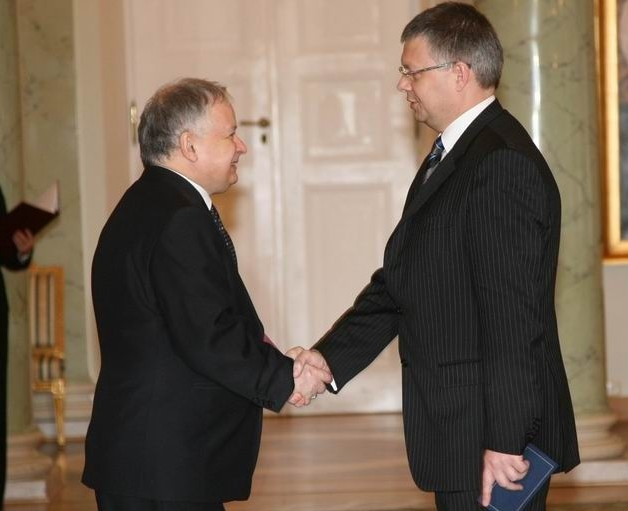
Lech Kaczyński i Janusz Kaczmarek

O „układzie” istniejącym w PiS-ie i wśród związanych z partią ludzi, a nie wśród przeciwników tejże partii mówi były minister oraz kandydat na premiera posłów Ligi Polskich Rodzin i Samoobrony RP Janusz Kaczmarek:

(...) Jeżeli ja jestem w jakimś układzie, to do tego układu mnie zaproszono. (...) Zaprosił mnie do tego układu prezydent Lech Kaczyński, który poznał mnie z Ryszardem Krauze. Tkwiłem w chorym układzie, bo byłem zafascynowany Lechem Kaczyńskim byłem wobec niego lojalny.

Polityk twierdzi, iż to właśnie dzięki „układowi” stał się ministrem. Według tygodnika Polityka, dzień przed swoim zatrzymaniem 30 sierpnia Kaczmarek odbył rozmowę z Sylwestrem Latkowskim i Piotrem Pytlakowskim, w której ujawnił gdzie znajduje się centrum układu. Jak podaje tygodnik, według byłego szefa MSWiA spoiwem, które w Trójmieście łączy ważne postacie, jest kancelaria prawna Głuchowski, Jedliński, Rozdziewicz, Zwara i Partnerzy, gdzie mieli spotkać się Ryszard Krauze, Lech Kaczyński, Kazimierz Marcinkiewicz, prezydenci Gdyni, Sopotu i Gdańska, Jaromir Netzel, Wiesław Walendziak i sam Kaczmarek; jednak wiarygodność tegoż polityka jest podważana. Dodatkowo według sondażu z września 2007 roku ponad połowa ankietowanych (52%) uważała, że informacje prokuratury o powiązaniach Janusza Kaczmarka, Konrada Kornatowskiego i Jaromira Netzla są dowodem na istnienie „układu” o którym mówi Jarosław Kaczyński.